# Burg Unteressendorf
Die Burg Unteressendorf ist eine abgegangene Burg am nördlichen Ortsrand vermutlich anstelle der Kirche des Ortsteils Unteressendorf der Gemeinde Hochdorf im Landkreis Biberach in Baden-Württemberg.
Die im 13. Jahrhundert vermutlich von den Herren von Essendorf erbaute Burg war später im Besitz der Herren von Landau und Waldburg. 
Von der nicht genau lokalisierbaren Burganlage ist nichts erhalten.